# سدل ماونتن (اکلاهما)
سدل ماونتن (به انگلیسی: Saddle Mountain) یک منطقهٔ مسکونی در ایالات متحده آمریکا است که در شهرستان کیووا، اکلاهما واقع شده‌است.